# Галисијска митологија
Галисијска митологија је скуп митова мање или више међусобно повезаних (некад чак и без међусобне везе) и предања, који заједно представљају део галисијске културе. Ту углавном спадају говори, приповедања или други културни изрази светог порекла који су касније постали секуларизовани, као и читав низ веровања која се везују за ову културу.
Митови су приче базиране на традицији и легендама, стоврени да би објаснили свет у ком се живи, природне феномене, свемир и било које друге појаве за које се не може дати једноставно појашњење.
Међутим, не морају сви митови да имају сврху разјашњавања одређених појава. Већина њих су у вези са природним силама или божанствима, али многи су само приче и легенде које су се усменим путем преносиле с колена на колено поставиши тако народна предања.